# Béláné Mocsáry
Béláné Mocsáry, née le 21 octobre 1845 à Pomáz et morte le 31 juillet 1917 à Mogersdorf, est une géographe hongroise et l'une des premières personnes de son pays à écrire longuement sur ses voyages en Europe, en Asie, en Afrique et en Amérique du Nord et du Sud. Parfois, elle se faisait appeler Bélán Mocsary, Mária Fáy.

## Biographie
Elle naît à Pomáz, comté de Pest, Hongrie, le 21 octobre 1845 sous le nom de Mária Fáy. Fille des propriétaires terriens Ignác Fáy et Franciska Kenessey, sa mère décède alors que Maria n'a qu'un an. Son père et l'ancien tuteur de son père, l'écrivain András Fáy, prennent conjointement en charge son éducation. Ses cours sont financés par les revenus des propriétés foncières de la famille. Entre huit et douze ans, elle vit à Pest, puis rentre chez son père à Pomáz, où elle apprend plusieurs langues étrangères, l'artisanat et le piano. Quand elle a 14 ans, son père l'emmène visiter Venise, en Italie, ce qui déclenche sa passion pour les voyages, qu'elle conserve pour le reste de sa vie,,.

Elle épouse Béla Mocsáry en 1862 et adopte son nom composé : Béláné Mocsáry Mária Fáy. Avec son mari, elle vit dans un petit village du comté de Nógrád, où elle aime jardiner. Pendant leur temps libre, le couple voyage beaucoup, visitant notamment la Suisse, l'Italie, la France, la Belgique, l'Angleterre et l'Allemagne. Son mari meurt en 1890 et Béláné Mocsáry, qui n'a pas d'enfants, ne se remarie jamais,,. Au lieu de cela, elle met en location ses domaines et commence une vie de voyages et d'écriture de voyage :
« Moi, qui ne savais pas ce qu'était la douce étreinte d'une mère, dont la vie conjugale n'était pas bénie par le destin avec un enfant que je pouvais submerger de mon amour, dans ma solitude j'ai cherché la consolation et trouvé la paix dans les beautés de la nature et les dangers du voyage. »
En janvier 1893, avec sa sœur, Béláné Mocsáry voyage dans les Balkans et au Moyen-Orient, visitant la Grèce, la Turquie, la Palestine et l'Égypte, atteignant même la Nubie sur le Nil. C'est au cours de ce voyage qu'elle apprend l'anglais, qui devient utile lors de futures expéditions.
Quelques mois après son retour, elle entame son premier voyage en solitaire pour réaliser son désir d'enfance de voir l'Inde, l'Himalaya et l'île de Ceylan (aujourd'hui Sri Lanka). Le voyage entier lui prend trois mois. Son premier livre India and Ceylon's Notes contient 80 photos prises par l'autrice et est publié en 1899 par Athenaeum R. Company à Budapest. Le livre est à nouveau publié en 1901 et 1902 sous une forme développée. Tous les revenus financiers de ses livres reviennent à des organisations caritatives au profit des femmes au foyer et des orphelins hongrois.
Après avoir passé quelque temps chez elle, Béláné Mocsáry entreprend des voyages transatlantiques et voyage deux fois en Amérique du Nord : une fois aux États-Unis en 1896, y compris en Alaska, puis au Mexique en 1904. Depuis le Mexique, elle prévoit de poursuivre son voyage autour du monde, mais la guerre russo-japonaise en cours (1904-1905) l'en empêche,. Au lieu de cela, elle se rend en Amérique du Sud visiter Córdoba, Orizaba, Mexico, Cuernavaca, Acapantzingo, Guanajuato et Querétaro.
Au cours de ses dernières années, Béláné Mocsáry réside sur son domaine à Nagyfalva (maintenant connu sous le nom de Mogersdorf, Autriche). Elle y meurt le 31 juillet 1917.
Dans certaines sources, Béláné Mocsáry est qualifiée de « première voyageuse hongroise », ce qui n'est pas exact, mais elle est une voyageuse très connue de son temps.
Tout au long de ses voyages, elle est encouragée par la Société hongroise de géographie, dont elle est membre. Lorsque la société est fondée en 1872, elle admet les femmes comme membres et prétend avoir été la première société scientifique à le faire. Béláné Mocsáry est connue pour avoir donné des conférences sur ses voyages aux membres de la société à la demande expresse de leur président,.

## Publications sélectionnées

### Articles
Selon Venkovits, Béláné Mocsáry a publié des récits de voyage sous forme d'articles de journaux et de livres, illustrés de photographies prises au cours de ses voyages. Ses articles ont été publiés dans Ország-Világot (« Le Pays et le Monde ») et Magyar Szalon (« Salon hongrois ») ainsi que dans la section Séták a nagyvilágban (« Promenades dans le Monde ») de Új Idők (hu) (Temps Nouveau).

### Publications
- India and Ceylon's Notes (1899)[7].
- Journey to the East (1901)[7].
- My Journey on the West Coast of North America (1902)[7].
- My Journey to Mexico: Travel Notes (1905).